# Antoine de Févin
Antoine de Févin (ur. ok. 1470 przypuszczalnie w Arras, zm. 1511 lub 1512 w Blois) – franko-flamandzki kompozytor.

## Życiorys
Był członkiem kapeli nadwornej Ludwika XII. Wysoko ceniony jako kompozytor przez swoich współczesnych. Jego bratem był prawdopodobnie Robert de Févin. Kompozycje Févina wykazują podobieństwa z twórczością Josquina des Prés: imitacja kanoniczna, zestawienie kontrastujących rejestrem grup głosów, wprowadzanie fragmentów 2-głosowych obok akordowo brzmiącego pełnego zespołu. Równoległość czasowa działalności obydwu kompozytorów i wysoki poziom artystyczny utworów Févina wykluczają jednak proste naśladownictwo.
Jego twórczość obejmuje 9 mszy, 3 magnificaty, 3 lamentacje, ponadto motety i chansons.

## Utwory[3]
Msze, Magnificaty i Lamentacje

Missa Ave Maria

Missa de feria

Missa Dictes moy toutes

Missa Mente tota

Missa O qaum glorifica luce

Missa parva (Missa ad placitum)

Missa pro fidelibus defunctis

Missa Salve sancta parens

Missa Sanctorum meritis

Magnificat primi toni

Magnificat tertii toni

Magnificat quarti toni

3 Lamentacje

Motety

Adiutorium nostrum

Ascendes Christus in altum

Benedictus Dominus Desus meus

Dilectus Deo et hominibus

Egregie Christi martir

Gaude Francorum regia

Homo quidam fecit cenam magnam

Inclita pura sanctissima virgo

Letare mater ecclesia

Lauda Syon salvatorem

Letabundus

Nesciens mater

Nobilis progenie

O preclara stella maris

Que est ista

Sancta trinitas

Tempus meum est